# Пермский научный центр УрО РАН

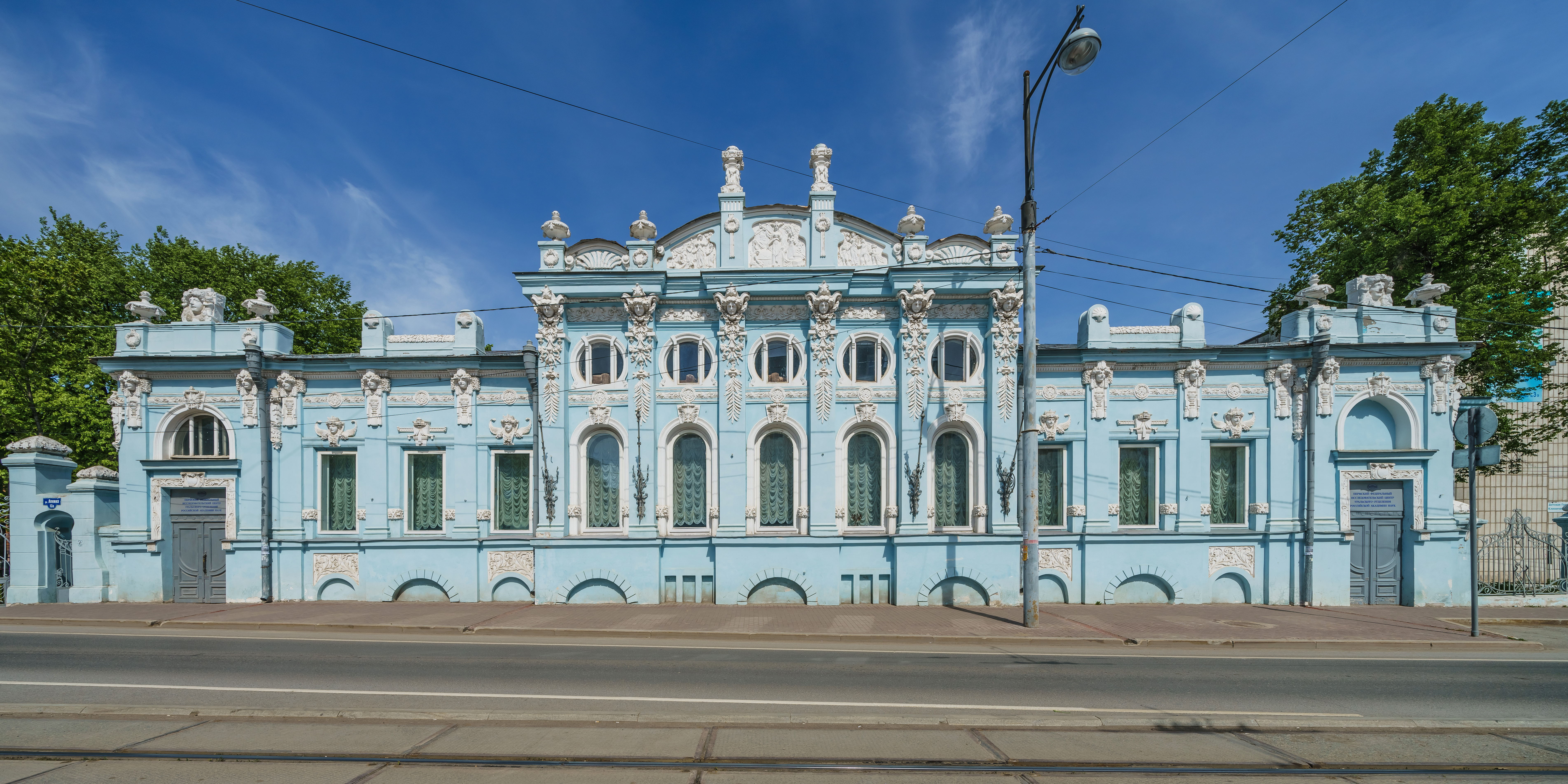
Здание ПНЦ

Пермский федеральный исследовательский центр Уральского отделения Российской академии наук (сокр. ПФИЦ УрО РАН) — группа научно-исследовательских институтов РАН в Перми.

## История

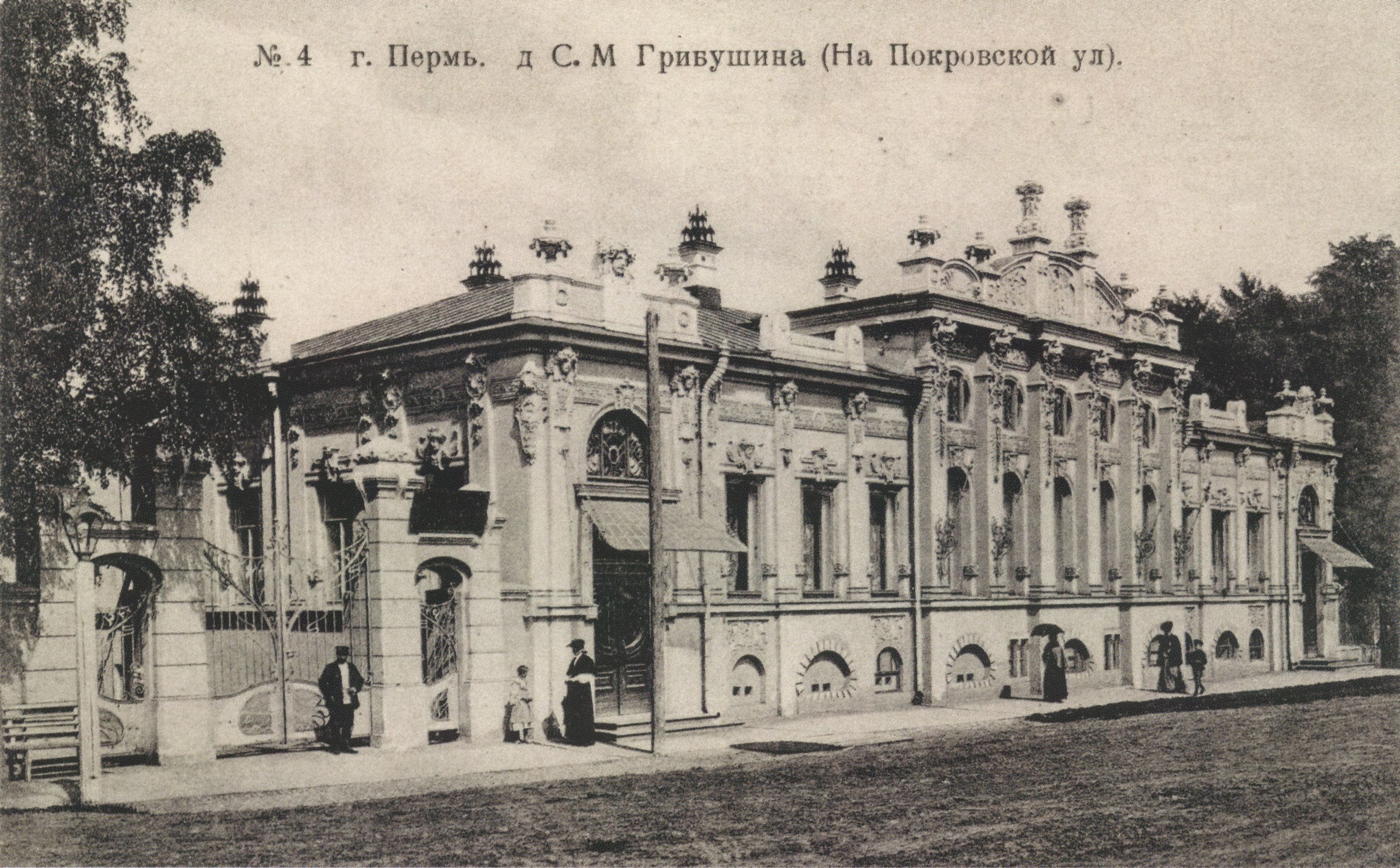
Особняк С. М. Грибушина в начале XX века

Первые подразделения Академии наук СССР в Пермской области появились в 1971 году (Отдел физики полимеров, Отдел экологии и селекции микроорганизмов и Лаборатория экономики). В 1980 году Отдел физики полимеров был преобразован в Институт механики сплошных сред.
Следующий этап в развитии академической науки в Перми относится к 1 января 1985 года, когда на базе Отдела химии ИМСС был образован Институт органической химии АН СССР, переименованный в 1990 году в Институт технической химии.
Пермский научный центр Уральского отделения Академии наук был организован 22 января 1988 года постановлением Президиума АН СССР № 12. Его первым председателем стал материаловед член-корр. РАН Ю. С. Клячкин. В том же 1988 году были созданы Институт экологии и генетики микроорганизмов и Горный институт. В 2003 году в состав научного центра вошли Пермский филиал Института философии и права и Пермский филиал Института истории и археологии, а в 2013 году — Пермский научно-исследовательский институт сельского хозяйства, ранее входивший в структуру РАСХН.
С 2000 года по 2017 год председателем Пермского научного центра УрО РАН был академик РАН В. П. Матвеенко. При нём в составе ПНЦ был образован пермский филилал Института экономики УрО РАН.
В 2017 году Пермский научный центр Уральского отделения РАН был реорганизован в Пермский федеральный исследовательский центр Уральского отделения Российской академии наук (ПФИЦ УрО РАН) в форме присоединения пяти институтов:
- Института механики сплошных сред Уральского отделения Российской академии наук (ИМСС УрО РАН),
- Института технической химии Уральского отделения Российской академии наук (ИТХ УрО РАН),
- Горного института Уральского отделения Российской академии наук (ГИ УрО РАН),
- Института экологии и генетики микроорганизмов Уральского отделения Российской академии наук (ИЭГМ УрО РАН),
- Пермского научно-исследовательского института сельского хозяйства (ПНИИСХ).

В 2022 году на базе Отдела истории, археологии и этнографии (открыт в марте 2003) и Отдела по исследованию политических институтов и процессов (открыт в октябре 2003) создан Институт гуманитарных исследований УрО РАН (ИГИ УрО РАН).
В Перми разворачивалась научная деятельность материаловеда, основателя Уральской научной школы порошковой металлургии академика РАН В. Н. Анциферова. Членами-корреспондентами АН СССР и РАН, жившими в Перми, были выдающиеся учёные и организаторы промышленности: П. А. Соловьёв — создатель авиационных двигателей, Л. Н. Лавров и Л. Н. Козлов — руководители крупных научно-производственных объединений ВПК, А. А. Поздеев — специалист в области механики, А. А. Бартоломей — инженер-строитель, ректор ПГТУ, А. Е. Красноштейн — геолог, В. А. Демаков — микробиолог. Также в Пермском научном центре вели исследования академики иммунолог В. А. Черешнев и педиатр О. П. Ковтун, члены-корреспонденты РАН геофизик А. А. Маловичко и химик А. Г. Толстиков, впоследствии продолжившие работу в других городах.
В настоящее время в Перми работают пять академиков РАН (горный инженер А. А. Барях, медик-эколог Н. В. Зайцева, микробиолог И. Б. Ившина, конструктор авиадвигателей А. А. Иноземцев и механик В. П. Матвеенко), девять членов-корреспондентов РАН (офтальмолог Т. В. Гаврилова, геолог Л. Ю. Левин, терапевты В. Ю. Мишланов и О. В. Хлынова, механик О. А. Плехов, конструктор ракетных двигателей М. И. Соколовский, материаловед В. Н. Стрельников, педиатр Е. Г. Фурман, этнограф А. В. Черных), а также профессора РАН гигиенист С. В. Клейн и механик Р. А. Степанов.

## Состав Пермского федерального исследовательского центра
- Институт механики сплошных сред УрО РАН (директор д.ф.-м.н. А. И. Мизёв)
- Институт технической химии УрО РАН (директор член-корр. РАН В. Н. Стрельников)[2]
- Горный институт УрО РАН (директор д.т.н. И. А. Санфиров)[3]
- Институт экологии и генетики микроорганизмов УрО РАН (директор д.м.н. С. В. Гейн)[4]
- Институт гуманитарных исследований УрО РАН (директор член-корр. РАН А. В. Черных)[5]
- Пермский научно-исследовательский институт сельского хозяйства (директор к.э.н. И. П. Огородов)[6]
- Лаборатория фотоники (заведующий к.т.н. Ю. А. Константинов)[7]
- Лаборатория механобиологии живых систем (заведующая к.б.н. А. В. Криворучко)[8]
- Кафедра иностранных языков и философии (заведующая д.фил.н. Т. Н. Чугаева)[9]

## Контакты
Полное наименование — Пермский федеральный исследовательский центр Уральского отделения Российской академии наук. Адрес организации: Россия, 614990 г. Пермь, ул. Ленина, 13а (Дом Грибушина).
С мая 2017 по июнь 2022 года директор — академик А. А. Барях, председатель Объединённого учёного совета и научный руководитель академик В. П. Матвеенко. В июне 2022 года директором избран член-корреспондент РАН О. А. Плехов. Заместитель директора — член-корр. РАН В. Н. Стрельников, учёный секретарь — к.ф.-м.н. А.Г. Вотинова.